# Eltz
Eltz (Luxemburgs: Elz) is een plaats in de gemeente Redange en het kanton Redange in Luxemburg.
Eltz telt 32 inwoners (2001).